# Declaración de Rijeka
La Declaración de Rijeka, también conocida como Resolución de Rijeka, fue un acuerdo adoptado el 4 de octubre de 1905 por los partidos de oposición en Croacia-Eslovenia. Su objetivo era cooperar con el nuevo gobierno de coalición en Budapest, con la intención de obtener su apoyo para las aspiraciones nacionalistas croatas y yugoslavas frente al gobierno imperial de Viena. Aunque el objetivo primordial de cooperación con el Gobierno húngaro fracasó, la Declaración dio paso a la formación de una organización croato-serbia que dominó la política croata hasta el final de la Primera Guerra Mundial.

## Antecedentes
Tras el largo gobierno de Carlos Khuen-Héderváry, su relevo en 1903 tras las protestas a favor de una ampliación del censo y del poder de decisión del parlamento sobre las finanzas regionales dieron paso al nombramiento como ban (gobernador) de Teodor Pejačević, que trató de perpetuar el estilo de gobierno de su antecesor. La inquietud en la política local, sin embargo, hizo difícil este objetivo, surgiendo pronto nuevas formaciones políticas de oposición (la clerical Hrvatsko en mayo de 1904 y el Partido Campesino Croata en diciembre del mismo año) y reforzándose otras, como los socialdemócratas, organizados en 1894.
En Hungría, unidad imperial a la que pertenecía Croacia-Eslavonia, 1905 fue el año de la gran crisis institucional por el enfrentamiento de la oposición parlamentaria, que exigía concesiones nacionalistas en el Ejército austrohúngaro, y el emperador, que deseaba aprobar ciertas reformas en este pero se negaba a conceder aquellas. El conflicto llevaría a la suspensión temporal del gobierno constitucional en Hungría y a la formación de un gabinete tecnócrata, sustituido tras el acuerdo entre el emperador y la oposición magiar, triunfante en las elecciones, por un Gobierno de la llamada «Coalición Nacional».

## Resolución y consecuencias
El 3 de octubre de 1905, todos los partidos de oposición del Parlamento (Sabor) menos el Partido Puro por los Derechos adoptaron la decisión de tratar de cooperar con el nuevo gobierno de Coalición opuesto al tradicional partido de gobierno húngaro, el Partido Liberal, con la esperanza de lograr concesiones para las aspiraciones nacionalistas croatas y yugoslavas. Aunque esta esperanza se mostró vana ante el mayor nacionalismo magiar del nuevo Gobierno húngaro, la decisión de los partidos serbios de sumarse a ella  (17 de octubre de 1905) y de lograr un acuerdo con los partidos croatas ante la creciente tensión entre el Reino de Serbia y el Imperio austrohúngaro, que les privaba del anterior apoyo de los banes magiares, fue una consecuencia fundamental para la política croata de la época.
La Declaración había sido impulsada principalmente por los políticos dálmatas, especialmente Ante Trumbić y Frano Supilo, que deseaban usar al Gobierno de Budapest para frenar las medidas germanizantes en la provincia e impulsar su unión con Croacia-Eslavonia. La idea de la cooperación con el Gobierno de Budapest había recibido el beneplácito de este y del de Belgrado. A mediados de octubre, delegados serbios se reunían en Zadar para mostrar su respaldo a la resolución.
En diciembre los partidos serbios (el Independiente Nacional y el Radical), se unían a parte de la oposición croata (Partido Croata por los Derechos y Partido Progresista)  para formar la coalición croato-serbia. Esta, que logró un acuerdo temporal con el nuevo gobierno húngaro, venció con este respaldo las elecciones de mayo de 1906, convirtiéndose en el partido de gobierno de la región hasta la derrota austrohúngara en el otoño de 1918.
La decisión de cooperar con el Gobierno magiar, sin embargo, se abandonó tras las medidas de magiarización del territorio que aplicó el Gobierno húngaro en mayo de 1907, al imponer el magiar como idioma de los ferrocarriles. En Dalmacia la cooperación con Budapest duró aún menos, gracias a las concesiones imperiales en 1906.